# Saint-Hilaire-les-Courbes
Saint-Hilaire-les-Courbes település Franciaországban, Corrèze megyében. Lakosainak száma 173 fő (2022. január 1.). Saint-Hilaire-les-Courbes Chamberet, Lacelle, Lestards, Treignac és Viam községekkel határos.

## Népesség
A település népessége az elmúlt években az alábbi módon változott:
| Lakosok száma | 328  | 208  | 180  | 162  | 152  | 147  | 158  | 165  | 166  | 173  |
|               | 1968 | 1982 | 1990 | 2006 | 2013 | 2015 | 2017 | 2019 | 2020 | 2022 |